# Mundelsheim
Mundelsheim est une commune d'Allemagne de l'arrondissement de Ludwigsbourg, située dans le Bade-Wurtemberg.

## Démographie
Mundelsheim compte 3 192 habitants d'après un recensement effectué en 2004.

## Religion
Alors que la Réforme avait prévalu dans les communes voisines du Wurtemberg depuis 1534, les districts de Bade tels que Mundelsheim et Besigheim n'ont suivi que bien plus tard. Après la paix d'Augsbourg en 1555, le margrave Karl II de Bade-Durlach a mis en place un credo uniforme dans son domaine et a introduit la foi protestante en 1556. Aujourd'hui, la paroisse protestante de Mundelsheim appartient à la paroisse de Marbach.
Il y a aussi la paroisse catholique de St. Wolfgang à Mundelsheim et une paroisse de l'Église néo-apostolique.

## Histoire
À l'époque de la naissance du Christ, la vallée du Neckar était peuplée par les Celtes. Avec l'invasion romaine, la région a été incorporée à l'Empire romain. Depuis le règne romain, les vestiges d'un temple mithraïque témoignent sur le terrain de la zone industrielle Ottmarsheimer Höhe. Ce temple appartenait à une vaste colonie romaine, qui y a été étudiée depuis les années 1990 lors des fouilles du bureau des antiquités et des monuments du Land de Bade-Wurtemberg. Une villa romaine a été découverte lors de la construction de l'autoroute fédérale 81.
En 500 apr. J.-C., a commencé le règne des Alamans était un noble alémanique nommé Mundolf, qui a donné à l'endroit son nom actuel: "Mundolfsheim" ce qui était dans la langue a changé au cours des siècles en "Mundelsheim". En 1245, le lieu "Mundelsheim" fut mentionné pour la première fois dans les archives. Après la désintégration du duché de Souabe, la communauté est entrée en possession du margrave de Bade. Cela lui a donné le XIIIe siècle le fief des seigneurs d'Urbach. En 1422, l'empereur Sigismond Mundelsheim a décerné la loi municipale. Les seigneurs d'Urbach ont participé à de nombreux vols sur des marchands ambulants. Par conséquent, les villes impériales de Heilbronn et Schwäbisch Hall se sont déplacées en 1440 avant avec une armée de 600 hommes à cheval contre Mundelsheim et ont détruit la communauté.
1595 Mundelsheim est vendue à la Maison du Wurtemberg. Jusqu'en 1806, Mundelsheim était le siège d'un district urbain, d'abord au bureau du district rural de Beilstein, puis au bureau du district rural de Marbach. Lorsqu'elle a été dissoute en 1938 lors de la réforme municipale, la communauté est tombée dans le district rural de Ludwigsburg, où elle appartient maintenant. 

## Culture et curiosités
Mundelsheim est situé sur la route des vins du Wurtemberg, qui passe devant de nombreux sites touristiques. 

### Bâtiments

#### Nikolauskirche
Nikolauskirche était une chapelle jusqu'en 1602 et a été agrandie en tant qu'église à cette époque. En 1836, la tour a été démolie et construite en grès dans le style néoclassique. Un élément précieux à l'intérieur est l'orgue Weimer de 1784.

#### Kilianskirche
Dès 1247, l'église Saint Kilian était mentionnée dans un document papal et appartenait au monastère du chœur des femmes d'Oberstenfeld. Gravement endommagé par une armée des villes impériales libres de Heilbronn et Hall en 1440 et reconstruit dans la forme plus grande d'aujourd'hui, il abrite des fresques de style gothique tardif des années 1460 à 1470.

#### Grossbottwarer Tor
En signe de la porte de la ville accordée en 1422, Mundelsheim fut fortifiée par des portes, des murs et des fossés. La seule porte préservée est le Großbottwarer Tor. Il faisait partie des fortifications et en même temps la résidence officielle du «gardien».

#### Pharmacie Hölderlin
La maison a été construite en 1747 par le pasteur Magister Johann Leonhard Hölderlin (oncle du poète Friedrich Hölderlin). Le bâtiment plâtré de deux étages a un toit mansardé en croupe de style baroque. Une pharmacie y opère depuis 1832, ce qui a donné son nom au bâtiment.

#### Boulangerie municipale
Le plus ancien des deux fourneaux municipaux restants a été construit en 1838 en raison d'un ordre ducal pour la prévention des incendies. Il est encore utilisé régulièrement comme fournil aujourd'hui.

### Visite guidée historique
La visite guidée historique avec 24 objets dans le centre et d'autres attractions à l'extérieur donne un aperçu de l'histoire du lieu. La visite commence sur la place du marché en face du centre communautaire. Il y a un panneau d'information sur lequel tous les objets sont répertoriés. Sur les bâtiments et les monuments se trouvent des panneaux avec de brèves explications.
- Mithraeum de Mundelsheim

### Musée dans la grange aux dîmes
La société d'histoire Geschichtsverein Mundelsheim a installé dans l'ancienne grange aux dîmes du monastère d'Oberstenfeld une exposition viticole. Sur les panneaux d'affichage et les vitrines, les visiteurs sont expliqués le contexte historique. En guise de stations supplémentaires, un atelier de tonnellerie et un atelier de fabrication de wagons sont mis en place.

## Économie et infrastructure
L'économie de Mundelsheim, comme celle de toute la région, est caractérisée par la culture du vin et des fruits. Un site viticole très connu est le Mundelsheimer "Käsberg". Comme les autres localités "Mühlbächer" et "Rozenberg", elle appartient au grand site de Schalkstein dans le Württembergisch Unterland de la région viticole du Wurtemberg.

### Circulation
Mundelsheim est connecté au trafic ferroviaire via des liaisons de bus vers Besigheim et Freiberg. Besigheim a une gare sur la Frankenbahn (Stuttgart - Würzburg). Freiberg est desservie par le train de banlieue S4 (Backnang - Marbach - Stuttgart).
Mundelsheim est situé directement sur l'autoroute A 81 Heilbronn - Stuttgart avec sa propre sortie d'autoroute.
Mundelsheim est également accessible par bateau. Le Neckar-Personenschifffahrt maintient un débarcadère directement sur la piste cyclable de la vallée du Neckar.

### Journal
Mundelsheim Aktuell, le bulletin d'information et l'organe d'avis public de la municipalité, paraît une fois par semaine le vendredi. Le Bietigheimer Zeitung, le Ludwigsburger Kreiszeitung, le Neckar- und Enzbote, le Marbacher Zeitung et le Stuttgarter Zeitung rendent régulièrement compte de l'actualité à Mundelsheim.

### Institutions publiques et sociales

#### Jardins d'enfants
Il y a trois jardins d'enfants à Mundelsheim: les deux jardins d'enfants communautaires "Seelhofen" et "Dammweg" ainsi qu'un jardin d'enfants protestant.

#### Bibliothèque locale
La bibliothèque locale est dans l'ancienne école. Des livres pour enfants et adolescents, de la littérature pour adultes, des livres informatifs non romanesques, des guides de voyage et des livres sur les thèmes de l'éducation, de la santé, des animaux de compagnie, du jardinage, de l'artisanat, de la cuisine et de la pâtisserie sont à la disposition des lecteurs. Des livres audio, des CD et des jeux peuvent également être empruntés.

#### Bain en plein air
Le bain en plein air, ouvert pendant les mois d'été de début mai à mi-septembre, est idéalement situé sur la rivière Neckar. Les avantages du petit bain en plein air sont l'eau cristalline et riche en minéraux avec des températures agréables, une tranquillité relaxante et une aire de jeux pour enfants au design intéressant. Il est possible de jouer au beach-volley, au baby-foot et au tennis de table. Il y a un kiosque dans la zone d'entrée. Des places de parking sont à proximité immédiate.

#### Maison de retraite urbaine
Mundelsheim dispose d'un établissement de soins sous la forme de la maison de retraite urbaine de l'Alexander Stift. Il combine des lieux de soins hospitaliers et des lieux de soins de courte durée sous un même toit. Il existe également des appartements pour personnes âgées assistés.

#### Aides sur place
Depuis mai 2016, les pompiers volontaires de Mundelsheim sont également une unité d'urgence médicale sur place. Leur tâche est de prodiguer des soins aux patients des urgences le plus rapidement possible avant l'arrivée du service ambulancier.

#### Institutions ecclésiales
La Nikolauskirche protestante est située dans la Schulgasse, tout comme le bureau paroissial. La maison YMCA de Kappelstrasse sert de centre communautaire. La Kilianskirche protestante est située dans le cimetière au coin de la Kirchhofgasse et de la Kilianstrasse.
L'église catholique de St. Wolfgang avec le centre communautaire est située à Amselweg.
L'Église néo-apostolique se trouve dans la rue Fischerwert.

### Éducation
L'école Georg Hager était une école primaire et secondaire jusqu'à la fin de l'année scolaire 2014/15. Après la suppression de l’école secondaire, l’école Georg Hager est désormais une école élémentaire bénévole ouverte toute la journée. Les écoles secondaires peuvent par ex. à Besigheim, Freiberg ou Marbach peuvent être visités.

### Tourisme
Il existe de nombreux sentiers de randonnée à Mundelsheim, dont le Käsbergweg avec vue sur la célèbre boucle de la rivière Neckar, ainsi que cinq sentiers de randonnée viticole et fruitière, six sentiers de randonnée en forêt et un sentier de randonnée aquatique.
Mundelsheim est situé sur la piste cyclable de la vallée du Neckar, qui va de Villingen-Schwenningen via Horb, Tübingen, Stuttgart, Heilbronn et Heidelberg à Mannheim sur environ 410 km le long de la rivière Neckar. 

## Jumelage
- La Motte-Servolex (France) depuis 1974.